# 七十子
七十子（しちじっし）は、孔子の門人のうち才能の突出した70余人の学生をいう。
『孟子』公孫丑上にある。また『史記』孔子世家には、孔子に弟子が3000人いたとあり、そのうち「身の六芸に通じる者、七十有二人」、仲尼弟子列伝には「子曰く、業を受けて身の通ずる者は七十有七人、皆な異能の士なり」とある。『孔子家語』弟子行では「堂に升り室に入りし者」が七十余人あったとし、七十二弟子解において76人が列挙されている。
『史記』仲尼弟子列伝と『家語』七十二弟子解は名前の多少異なるもの（『史記』の后処を『家語』で石処とするなど）を除いても、3・4人ほど異なっている。『家語』にのみ見える人物に、琴牢（『孟子』に琴張として見える）・陳亢（『論語』に陳子禽として見える）・郻亶（鄡単と同一人物か）がある。
七十子のうち、多少ともその事績がわかるのは、全体の半分程度にすぎない。
また『論語』先進篇では弟子の才能を徳行・言語・政事・文学の4分野（孔門四科）に分け、10人の弟子を紹介しており、これを孔門十哲と称する。

## 仲尼弟子列伝に挙げられた77人の一覧
1. 顔回、字は子淵、孔子より30歳年少
2. 閔損、字は子騫、孔子より15歳年少
3. 冉耕、字は伯牛
4. 冉雍、字は仲弓
5. 冉求、字は子有、孔子より29歳年少
6. 仲由、字は子路、孔子より9歳年少
7. 宰予、字は子我
8. 端木賜、字は子貢、孔子より31歳年少
9. 言偃、字は子游、孔子より45歳年少
10. 卜商、字は子夏、孔子より44歳年少
11. 顓孫師、字は子張、孔子より48歳年少
12. 曾参、字は子輿、孔子より46歳年少
13. 澹台滅明、字は子羽、孔子より39歳年少
14. 宓不斉、字は子賤、孔子より30歳年少
15. 原憲、字は子思
16. 公冶長、字は子長
17. 南宮括、字は子容
18. 公皙哀、字は季次
19. 曾蒧、字は皙
20. 顔無繇、字は路
21. 商瞿、字は子木、孔子より29歳年少
22. 高柴、字は子羔、孔子より30歳年少
23. 漆雕開、字は子開
24. 公伯繚、字は子周
25. 司馬耕、字は子牛
26. 樊須、字は子遅、孔子より36歳年少
27. 有若、字は子有、孔子より43歳年少
28. 公西赤、字は子華、孔子より42歳年少
29. 巫馬施、字は子旗、孔子より30歳年少
30. 梁鱣、字は叔魚、孔子より29歳年少
31. 顔幸、字は子柳、孔子より46歳年少
32. 冉孺、字は子魯、孔子より50歳年少
33. 曹卹、字は子循、孔子より50歳年少
34. 伯虔、字は子析、孔子より50歳年少
35. 公孫龍、字は子石、孔子より53歳年少
36. 冉季、字は子産
37. 公祖句茲、字は子之
38. 秦祖、字は子南
39. 漆雕哆、字は子斂
40. 顔高、字は子驕[3]
41. 漆雕徒父[4]
42. 壌駟赤、字は子徒
43. 商沢[5]
44. 石作蜀、字は子明
45. 任不斉、字は選
46. 公良孺、字は子正
47. 后処、字は子里
48. 秦冉、字は開
49. 公夏首、字は乗
50. 奚容蒧、字は子皙
51. 公肩定、字は子中
52. 顔祖、字は襄
53. 鄡単、字は子家
54. 句井疆
55. 罕父黒、字は子索
56. 秦商、字は子丕[6]
57. 申党、字は周
58. 顔之仆、字は叔
59. 栄旂、字は子祈
60. 郻成、字は子祺
61. 左人郢、字は行
62. 燕伋、字は思
63. 鄭邦、字は子徒
64. 秦非、字は子之
65. 施之常、字は子恒
66. 顔噲、字は子声
67. 歩叔乗、字は子車
68. 原亢籍
69. 楽欬、字は子声
70. 廉絜、字は庸
71. 叔仲会、字は子期[7]
72. 顔何、字は冉
73. 狄黒、字は皙
74. 邦巽、字は子斂
75. 孔忠、字は子蔑
76. 公西輿如、字は子上
77. 公西蒧、字は子上